# Stibich
Der Stibich (auch Stübich) war in Österreich ein Volumenmaß im Holzkohlenhandel. 
Ausnahme machte die Steiermark, in der nach dem Innerberger Faß mit 5 Metzen oder Vorderberger Faß mit 4 Metzen gerechnet wurde. Der Begriff steht für Faß und wurde auch Stiwich genannt.
- 1 Stibich = 2 Metzen (Wiener) = 3,9 Kubikfuß (Wiener) = 122,998 Liter
- 1 Wiener Metze = 1,9471 Wiener Kubikfuß = 3100,3344 Pariser Kubikzoll = 61.499,3695 Kubikzentimeter[3]

Der Kohlenstibich/Stübisch wurde bereits am 1. Dezember 1570 als gesetzliches Kohlenmaß eingeführt. 
- 1 Stibich = 2 Metzen (Niederösterr.)[4]